# Damian McGinty
Damian Joseph McGinty, Jr. (født 9. september 1992) er en irsk skuespiller og sanger fra Nordirland.
McGinty var medlem af gruppen Celtic Thunder fra han var fjorten og fire år frem. Den 21. august 2011 vandt McGinty realityshowet The Glee Project, hvilket gav ham en gæstehovedrolle i syv episoder i tv-showet Glee, som senere blev udvidet til 17 episoder.

## Tidlige liv
McGinty blev født i Derry i Nordirland som søn af Damian McGinty, Sr, og Joanne McGinty. Damian har to søskende, Emmet og Gemma. Han vandt sin første sangkonkurrence, da han bare var fem år gammel. Han er en ivrig Manchester United-fan.

## Karriere
I 2006 vandt McGinty en konkurrence, og året efter lavede han en cd, som blev optaget til velgørenhed. Den blev derefter sendt videre til Celtic Thunders producer Sharon Browne og musikchef Phil Coulter, der inviterede McGinty til at synge til deres første show. Damian blev senere optaget i gruppen i en alder af fjorten år og har optrådt, samt turneret i USA og Canada med Celtic Thunder. 

### The Glee Project, Glee og The Glee 3D Concert
I 2011 blev det meddelt, at McGinty forlod Celtic Thunder som et resultat af at have vundet The Glee Project. Det gav ham en præmie på syv episoder i tv-serien Glee. McGinty blev valgt som en af de bedste tolv finalister ud af 40.000 kandidater i en MySpace-audition, der dystede om en rolle i The Glee Project. Efter at være kommet i top tolv, var han tæt på ikke at kunne fortsætte konkurrencen, da han havde svært ved at få et visum.
Sammen med Samuel Larsen vandt McGinty en præmie på syv episoder i den tredje sæson af Glee. Til sin sidste optræden på The Glee Project sang McGinty "Beyond the Sea", som han valgte for at vise Glees producer Ryan Murphy, at han kunne håndtere en ledende rolle. Glees producer Ryan Murphy har næret spekulationer om, hvorvidt McGintys karakter kan blive en ledende rolle i lighed med Cory Monteiths karakter, Finn Hudson.
Efter den sidste episode af The Glee Project blev McGinty præsenteret i en speciel video på Oxygens kanalhjemmeside med Cameron Mitchell, der vandt titlen som Fan Favorite. De to sang Michael Bublés "Haven't Met You Yet". Mitchell reddede McGinty fra eliminering tidligere i sæsonen, da Mitchell valgte at forlade konkurrencen den samme aften, hvor McGinty blev valgt til at blive elimineret, skønt Mitchell ikke havde kendskab til dette, da han traf sin beslutning. McGinty fik sin første optræden i Glee i fjerde episode af sæsonen med titlen "Pot o' Gold", hvor han spillede Rory Flanagan, en udenlandsk udvekslingsstudent, der er opholder sig med Brittany S. Pierces familie. Hans oprindelige syv episoder blev senere forlænget. 
McGinty udgav sin første EP den 12. december 2012.
Damian McGinty er også observeret i løbet af "Glee 3D Concert", tilbage på det tidspunkt var han bare en fan. Han blev set på filmen, hvor han klapper og råber, da udførelsen af The Warblers' "Silly Love Songs" starter.

## Eksterne links
- www.damianmcginty.com
- The official Celtic Thunder website
- Damian McGinty på Internet Movie Database (engelsk)
- Damian McGinty på AlloCiné (fransk)
- Damian McGinty på AllMovie (engelsk)
- Damian McGinty på Rotten Tomatoes (engelsk)
- Damian McGinty på TV Guide (engelsk)
- Damian McGinty på The Movie Database (engelsk)
- Damian McGinty's profile at the Glee Project website
- Damian McGinty on Facebook
- X-bruger: damianmcginty @DamianMcGinty, damianmcginty